# Famille d'Avalos

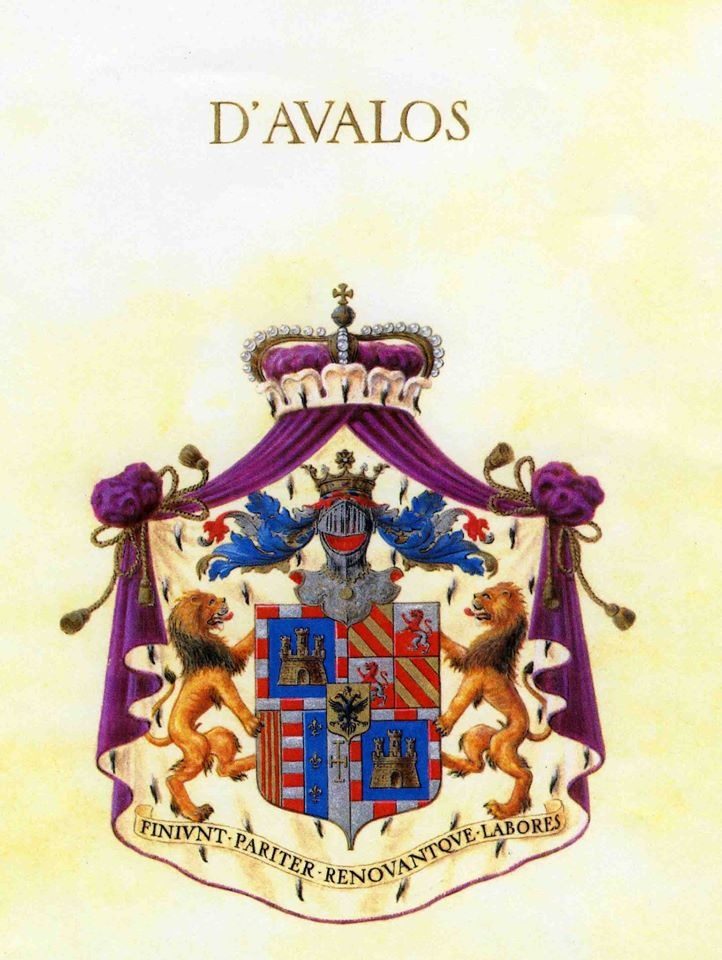
Blason des d'Avalos

La famille d'Avalos est une ancienne et importante famille du royaume de Naples.
Venus d’Espagne dans la péninsule italienne, parmi la suite du roi Alphonse V d'Aragon, trois frères établirent la famille autour de Naples : Inigo, Alfonso et Rodrigo. Par la suite, de nombreux membres de la famille s’illustrèrent par leurs prouesses militaires et politiques, fidèles aux dynasties royales qui se sont succédé sur le trône de Naples.
Innico d’Avalos obtient d’Alphonse d’Aragon le comté de Monteodorisio, et le marquisat de Pescara après avoir épousé Antonella d’Aquino. Leur fils, Innico II d’Avalos, devient également le premier marquis de Vasto.
Le fils d’Innico II, Alphonse III d’Avalos, obtient le titre de chevalier de la Toison d’or.
En 1704, Cesare Michelangelo d’Avalos obtient de l’empereur Léopold Ier le titre de Prince du Saint-Empire, Prince de Pescara et le droit de battre monnaie.
Aujourd'hui, les membres de la famille d'Avalos, représentent l'une des plus anciennes de Naples.

## Personnalités
- Ferdinand-François d’Avalos (1490 † 1525), militaire du royaume de Naples ;
- Alphonse d’Avalos (1502 † 1546), militaire napolitain, cousin germain du  précédent ;
- Maria d'Avalos (1562 † 1590), épouse du prince et compositeur Carlo Gesualdo ;
- Innico d'Avalos d'Aragona, cardinal ;
- Juan d'Avalos, sculpteur espagnol ;
- Francesco d'Avalos (1930 † 2014), compositeur italien.

## Marquisate de Pescara et de Vasto (1453-1806)
Marquisate de Pescara et de Vasto (1453-1806)

Le blason des marquises de Vasto, qui unit les armoires de la famille d'Avalos, avec les armoires de la famille d'Aquino.

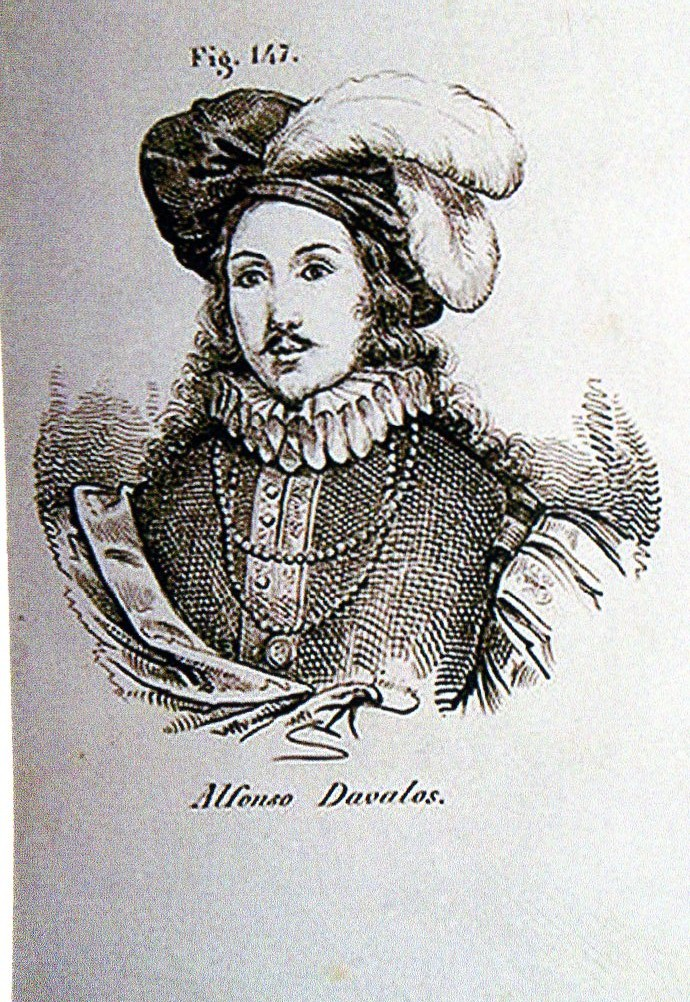
Alfonso III d'Avalos

| N° | Titre   | Nom                  | De   | Á    | Épouse                                                         |
| 1  | Marquis | Innico I d'Avalos    | 1453 | 1484 | Antonella d'Aquino,                                            |
| 2  | Marquis | Alfonso II           | 1484 | 1495 | Diana de Cardona; Marquis de Pescara                           |
| 3  | Marquis | Fernando Francesco I | 1495 | 1525 | Vittoria Colonna; Marquis de Pescara                           |
| 4  | Marquis | Innico II            | 1497 | 1504 | Laura Sanseverino; Premier Marquis de Vasto                    |
| 5  | Marquis | Alfonso III          | 1504 | 1546 | Maria d'Aragona; Deuxième Marquis de Vasto                     |
| 6  | Marquis | Francesco Ferdinando | 1546 | 1571 | Isabella Gonzaga; Marquis de Vasto et Pescara                  |
| 7  | Marquis | Alfonso Felice       | 1571 | 1593 | Lavinia Feltria Della Rovere                                   |
| 8  | Marquis | Innico III           | 1593 | 1632 | Isabella d'Avalos (1593-1648),                                 |
| 9  | Marquis | Ferdinando Francesco | 1632 | 1648 | Geronima Doria                                                 |
| 10 | Marquis | Diego I              | 1665 | 1697 | Francesca Carafa di Roccella                                   |
| 11 | Marquis | Cesare Michelangelo  | 1697 | 1729 | Ippolita d'Avalos di Troia; nommé Prince (1704) par Leopoldo I |
| 12 | Marquis | Giovan Battista      | 1729 | 1749 | Silvia Spinelli                                                |
| 13 | Marquis | Diego II             | 1749 | 1776 | Eleonora d'Acquaviva                                           |
| 14 | Marquis | Tommaso I            | 1776 | 1806 | Francesca Caracciolo;                                          |

## Les Princes de Pescara, Vasto et Francavilla, Ducs d'Avalos
1. Don Carlo Cesare d'Avalos d'Aquino d'Aragona[5], Prince de Torrebruna, Duc de Celenza (1727–1810); ∞ Donna Maria Teresa d'Avalos d'Aquino d'Aragona (1745–1820), fille de Don Diego d’A. d’A. d’A., Prince de Pescara, Vasto et Francavilla, Prince de Montesarchio, Troia et Vitulano, et de Eleonora d'Acquaviva de Comtes de Conversano
  1. Don Gaetano d'Avalos d'Aquino d'Aragona, 1813 1. Duc d'Avalos (1775–1855); ∞ (1813) Jeanne Hortense Andrieu (1792–1855); nièce du Joachim Murat, Roi di Naples.
    1. Don Francesco d'Avalos d'Aquino d'Aragona, Prince du Saint-Empire, 8. Prince de Pescara, Vasto et Francavilla, 3. Duc d'Avalos (1819–1885); ∞ (1867) Cherubina Caturano
      1. Don Giuseppe d'Avalos d'Aquino d'Aragona, Prince du Saint-Empire, 9. Prince de Pescara, Vasto et Francavilla, 4. Duc d'Avalos (1865–1907); ∞ Maria de Varona
      2. Don Ferdinando d'Avalos d'Aquino d'Aragona
        1. Don Carlo d'Avalos d'Aquino d'Aragona, Prince du Saint-Empire, 11. Prince de Pescara, Vasto et Francavilla, 6. Duc d'Avalos (1891–1970); ∞ Giuseppina Basevi
          1. Donna Maria d'Avalos d'Aquino d'Aragona, Princesse du Saint-Empire (* Napoli 1925); ∞ Dr. Domenico Viggiani (1922-1998), directeur général de la Banque de Naples ;
            1. Ing. Giuseppe Viggiani (* Naples 1949), MBA Harvard Business School; ∞ Comtesse Donatella Dentice di Accadia di Santa Maria Ingrisone (* Rome 1956)

          2. Don Francesco d'Avalos d'Aquino d'Aragona, Prince du Saint-Empire, 12. Prince de Pescara, Vasto et Francavilla, 6.Duc d'Avalos (1930–2014), compositeur et chef d'orchestre; ∞ Antonella Nughes-Serra
            1. Prince Don Andrea d'Avalos d'Aquino d'Aragona, Prince du Saint-Empire, 13. Prince de Pescara, Vasto et Francavilla, 7. Duc d'Avalos (* Londres 1971)